# Sumitomo Metal Industries
Sumitomo Metal Industries, Ltd. (住友金属工業株式会社, Sumitomo Kinzoku Kōgyō Kabushiki-gaisha) était une entreprise japonaise faisant partie de l'indice TOPIX 100, créée en 1949.

## Historique
En 2011, Nippon Steel annonce son intention de fusionner avec Sumitomo Metal Industries, Nippon Steel produisant environ 26,5 millions de tonnes d'acier par an alors que Sumitomo environ 11 millions de tonnes. L'entité fusionnée devrait ainsi produire environ 37 millions de tonnes d'acier par an, faisant de Nippon Steel, le deuxième plus grand producteur d'acier au monde. 
Le 1er octobre 2012, Nippon Steel et Sumitomo Metal Industries ont officiellement fusionnés sous le nom de Nippon Steel & Sumitomo Metal. Nippon Steel est alors no1 japonais et sixième mondial, et Sumitomo Metal Industries no3 japonais et 27e mondial. Le nouveau groupe devient deuxième mondial, avec une production cumulée d'acier brut de 46,1 millions de tonnes en 2011, derrière ArcelorMittal (97,2 millions de tonnes), mais devant le chinois Baosteel et le sud-coréen POSCO.